# Oxyde de tributylétain
L'oxyde de tributylétain (TBTO) est un composé chimique de formule (C4H9)3Sn–O–Sn(C4H9)3. Cet organostannique se présente sous la forme d'un liquide inflammable incolore à faible viscosité et non volatil, pratiquement insoluble dans l'eau mais soluble dans les solvants organiques. Il est principalement utilisé comme biocide (fongicide et molluscicide), particulièrement dans les traitements conservateurs des bois.
C'est un composé très irritant pour la peau.
Les dérivés du tributylétain ont longtemps été utilisés comme produits anti-encrassement biologique. Cependant, ces composés sont suspectés d'être particulièrement toxiques, peut-être avec des effets sensibles sur les organismes aquatiques dès une concentration de 1 ng·L-1, ce qui leur a valu une interdiction mondiale par l'Organisation maritime internationale. L'oxyde de tributylétain est aujourd'hui considéré comme un polluant maritime dangereux et comme substance extrêmement préoccupante par l'Union européenne.